# بيل نيكلسون
ويليام إدوارد نيكلسون والمعروف بـ«بيل نيكلسون» (بالإنجليزية: Bill Nicholson)‏ لاعب ومدرب كرة قدم سابق ولد في 29 يناير 1919 وتوفى في 23 أكتوبر 2004 كرس حياته في خدمة نادي توتنهام هوتسبير بداية كلاعب ومن ثم إدارياً وبعد ذلك مدرباً قبل أن يصبح مستشاراً إلى أن ينتهي به المطاف كـ رئيس النادي الفخري.

## وقت مبكر من حياته
ولد نيكلسون في مدينة سكاربورو في مقاطعة يوركشاير في 29 يناير عام 1919 وهو الثامن من تسعة أفراد في العائلة، ترك دراسته في سن مبكر من حياته ليعيل والدة في اعباء الحياة فعمل في محل لتنظيف الملابس في سكاربورو وفي سن الـ16 ألتحق نيكلسون بفريق توتنهام هوتسبير للعب بأجر أسبوعي مقداره 2 جنيه إسترليني

## الإنضمام لـ توتنهام
في 16 مارس عام 1936 توتنهام تعاقد مع بيل نيكلسون بصورة دائمه وهو بسن الـ18 ولعب عدة مباريات مع الفريق الأول قبل أن يضم لصفوف قوات الجيش البريطاني في الحرب العالمية الثانية في فرقة مشاة دورهام

## بعد الحرب العالمية الثانية
عاد لتوتنهام في عام 1946 ولعب لـ9 مواسم مع السبيرز وكان ركيزة أساسية مع فريق توتنهام الذي حقق دوري الدرجة الأولى موسم 1950 والدوري الإنجليزي الممتاز 1951 وشارك مع المنتخب الإنجليزي مرة واحدة فقط عام 1951 ضد البرتغال وسجل هدفاً بعد دخوله بـ19 ثانية فقط كأسرع لاعب بديل يسجل هدفاً للمنتخب الإنجليزي تاريخياً، وسبق وسئل عن قله مشاركاته مع المنتخب الإنجليزي فقال: «واجبي هو خدمة توتنهام، إنهم يدفعون راتبي أليس كذلك؟». إعتزل بيل اللعب في نهاية موسم 1955

## بداية التدريب
بعد اعتزاله لعب كرة القدم أصبح يعمل إدارياً في توتنهام ومع تردي نتائج السبيرز مع المدرب جيمي اندرسون أجتمع مجلس إدارة السبيرز مع بيل نيكلسون لكي يتم تعيينه مدرباً للنادي وتم تعيينه في 11 أكتوبر 1958 وفي أول مباراة كمدرب لتوتنهام سحق إيفرتون في وايت هارت لين بنتيجة 10-4 وهي واحدة من مباراتين في تاريخ الدرجة الممتازة بعد الحرب العالمية الثانية التي شهدت تسجيل 10 أهداف لأحد الطرفين (كذلك فولهام 10-1 إبسويتش تاون 1963).

## سنوات المجد
في موسم 1959-1960 قاد توتنهام لوصافة الدوري الإنجليزي الممتاز وسجل أكبر فوز في تاريخ توتنهام هوتسبير ضد كرو ألكساندرا 13-2 في الدور الرابع من كأس الاتحاد الإنجليزي وفي الموسم التالي 1960-1961 سجل إنجازاً غير مسبوق عندما حقق ثلاث بطولات في ذلك الموسم، وكان أول فريق إنجليزي يحقق ثنائية الدوري والكأس وكذلك أول فريق أنجليزي يحقق ثلاثية محلية، الدوري الإنجليزي وكاس الاتحاد ودرع الاتحاد كذلك، توتنهام أفتتح ذلك الموسم بـ11 فوز في أول 11 جولة وهو رقم قياسي في الدوريات الخمس الكبرى إلى يومنا هذا وحقق 31 فوز في الدوري آنذاك من أصل 42 مباراة وهو رقم قياسي أيضاً، بعد موسم الهيمنة على إنجلترا وبالتحديد في موسم 1961-1962 دعم توتنهام صفوفه بالمهاجم الساحر جيمي غريفز وحافظ توتنهام على لقبي كأس الاتحاد الإنجليزي ودرع الاتحاد الإنجليزي ووصل السبيرز إلى نصف نهائي دوري أبطال أوروبا قبل أن يخرج على يد بنفيكا البرتغالي 4-3 بمجموع الذهاب والإياب
وكان في المركز الثالث في الدوري، بيل نيكلسون لم يتوقف عن كتابه التاريخ ففي موسم 1962-1963 حقق توتنهام كأس الكؤوس الأوروبية على حساب أتليتكو مدريد بنتيجة 5-1 كأول نادي بريطاني يحقق بطولة أوروبية وكان وصيف إيفرتون في الدوري وسحق أندية عريقة بنتائج كبيرة كالفوز على مانشستر يونايتد 6-2 والفوز على ليفربول 7-2 وسحق نوتنغهام فورست كذلك بنتيجة 9-2 وبموسم 1963-1964 كان توتنهام أول نادي إنجليزي يفوز على نادي إنجليزي آخر بالمسابقات الأوروبية وكانوا بالمركز الرابع في الدوري، توافدت الإصابات والاعتزالات على أفراد هذا الجيل التاريخي ليضطر بيل نيكلسون بناء فريق شاب فتعاقد مع الظهير المميز سيريل نولز والحارس الأسطوري بات جينغيتز وعدد من المواهب الشابة، في موسم 1964-1965 كان توتنهام خامس الترتيب في مسابقة الدوري لكنه لم يخسر في ذلك الموسم أي لقاء لعب على أرضه وايت هارت لين، موسم 1965-1966 توتنهام كان ثامن الترتيب وقدم مباراة لا ينساها جماهير توتنهام ضد بيرنلي في كأس الاتحاد الإنجليزي حيث عاد من الهزيمة 3-0 للفوز 3-4 , موسم 1966-1967 والذي كان تعويضاً للموسم السابق فقد فاز السبيرز بلقب كأس الاتحاد الإنجليزي ضد تشيلسي 2-1 الثالث له خلال عهد بيل نيكلسون وكذلك حقق درع الاتحاد مع مانشستر يونايتد وحصل على المركز الثالث رغم أنه لم يخسر في آخر 16 مباراة في ذلك الموسم، موسم 1967-1968 شهد اعتزال أسطورتي توتنهام الثنائي كليف جونز وديف مكاي وكان مليئ بالتغييرات في تشكيلة توتنهام رغم ذلك أنهاه سابع الترتيب وكانوا الخامس في موسم 1968-1969 , عام 1970 رحل جيمي غريفز من توتنهام بعدما أصبح هداف النادي التاريخي برصيد 268 هدف، وفي نفس العام تعاقد توتنهام مع الموهوب مارتن بيترز قادماً من ويستهام وتم تصعيد ستيف بيريمان من أكاديمية النادي، في موسم 1970-1971 أنهى توتنهام ذلك الموسم في المركز الثالث وحقق كأس رابطة الأندية الإنجليزية المحترفة بعد الفوز على أستون فيلا في النهائي 2-0 وتأهل لمسابقة الدوري الأوروبي في أول نسخه لها ليعيد كتابة التاريخ الأوروبي موسم 1971-1972 كأول نادي يحقق بطولة الدوري الأوروبي عبر التاريخ عندما فاز على وولفرهامبتون بمجموع الذهاب والإياب 3-2 ذلك الموسم الذي لعب فيه توتنهام 32 مباراة على وايت هارت لين ولم يخسر إلا مرتين هناك، الأولى من ويستهام والثانية من ديربي كاونتي، حقق توتنهام ثالث ألقابه في ثلاث مواسم متتالية موسم 1972-1973 بعد فوزه بكأس رابطة الأندية الأنجليزية المحترفة بهدف وحيد على نوريتش سيتي ووصل إلى نصف نهائي الدوري الأوروبي لكنه خرج من ليفربول بمجموع الذهاب والإياب 2-2 (تأهل ليفربول بسبب هدف خارج الأوض), وفي آخر مواسمه مع توتنهام وصل إلى نهائي الدوري الأوروبي وخسر على يد فيينورد الهولندي بمجموع الذهاب والإياب 4-2 ليقرر الاستقالة من تدريب توتنهام وأخذ قسط من الراحة بعد مسيره تدريبية حافلة أمتدت لـ15 موسم توج خلالها توتنهام بـ11 لقب.

## ما بعد التدريب
بعد موسم كامل من الراحة والابتعاد عن كرة القدم عاد بيل نيكلسون لتوتنهام عام 1976 ليعمل خلف الأضواء كـ مستشار للمدرب كيث بورنكيشو وقد ساعده باختيار لاعبين مميزين كـ غاري مابيت وروبيرت غراهام ثنائي الدفاع وتوني جالفين وكذلك كان له دور في تصعيد الرائع غلين هودل من الإكاديمية واصل نيكلسون في العمل الاستشاري مع توتنهام حتى عام 1991 عندما أصبح رئيس توتنهام الفخري.

## التقدير
حصل بيل نيكلسون عام 1975 على وسام الإمبراطورية البريطانية وفي عام 1986 بني له تمثال من نادي توتنهام احتراماً لما قدمه لهم وفي عام 1999 تم تسميه الشارع الذي يقع عليه ملعب وايت هارت لين بأسمه وأدخل إلى قاعة مشاهير الكرة الإنجليزية في عام 2003

## إنجازاته
- الدوري الإنجليزي الممتاز: 1951 , 1961

وصيف الدوري الإنجليزي الممتاز: 1952 , 1960 , 1963
- دوري الدرجة الأولى: 1950
- كأس الاتحاد الإنجليزي: 1961 , 1962 , 1967
- درع الاتحاد الإنجليزي: 1951 , 1961 , 1962 , 1967
- كأس رابطة الأندية الإنجليزية المحترفة: 1971 , 1973
- الدوري الأوروبي: 1972

وصيف الدوري الأوروبي: 1974
- كأس الكؤوس الأوروبية: 1963

## أبرز مقولاته
1. بيل نيكلسون: «أن تفشل وأنت تهدف للقمة أفضل من أن تنجح وأن راض بالقاع، ونحن في توتنهام أنظارنا عالية جداً في الحقيقة حتى الفشل سيكون فيه صدى المجد» - كانت مدرجه في قائمة أفضل 50 أقتباس للمدربين.
2. بيل نيكلسون: «توتنهام هوتسبير هو حياتي، أنني أحب هذا النادي»
3. بيل نيكلسون: «إذا لم تحقق بطولة في الموسم فأعلم أنك قدمت موسماً سيئاً»

## وفاته
توفي بيل نيكلسون في 23 أكتوبر عام 2004 بعد صراع طويل مع المرض.

## وصلات خارجية
- بيل نيكلسون على موقع الاتحاد الدولي (مؤرشف)  (الإنجليزية)
- بيل نيكلسون على موقع قاعدة بيانات كرة القدم.إي يو (الإنجليزية)
- بيل نيكلسون على موقع ناشيونال فوتبول تيمز (الإنجليزية)
- Bill Nicholson quotes